# Alojzov
Alojzov è un comune ceco di 235 abitanti.